# Крылов, Сергей Александрович (скрипач)
Серге́й Алекса́ндрович Крыло́в (род. 2 декабря 1970, Москва, СССР) — российский и итальянский скрипач, дирижёр.

## Биография и Творчество
Родился в Москве в семье музыкантов. Отец - выдающийся скрипичный мастер Александр Алексеевич Крылов, мать - известная пианистка и педагог Людмила Борисовна Крылова.
Обучаться игре на скрипке начал в возрасте пяти лет, через год дал свой первый концерт. В десять лет, уже являясь учеником С.И. Кравченко и А.Х.Штерна в Центральной Музыкальной Школе при Московской консерватории, дебютировал с оркестром и начал выступать в России, Китае, Польше, Финляндии и Германии. В шестнадцать лет вместе с Литовским камерным оркестром под управлением Саулюса Сондецкиса записал пластинку на фирме «Мелодия», а также ряд программ для советского радио и телевидения. В восемнадцать лет музыкант получил первый приз на Международном конкурсе им. Родольфо Липицера в Гориции (Италия), после чего начал обучение у Сальваторе Аккардо в Академии «Вальтер Стауффер». Широкую известность молодой скрипач получил после того, как был награждён первым призом на конкурсе им. Антонио Страдивари в Кремоне и первым призом на престижном конкурсе имени Фрица Крейслера в Вене.
Сергей Крылов выступает на сценах Берлинской и Мюнхенской филармоний, в залах Musikverein и Konzerthaus в Вене, Театр Елисейских полей и Плейель в Париже, Афинский концерт-холл «Мегарон» в Афинах, Bozar в Брюсселе, Suntory Hall в Токио, Teatro Colon в Буэнос-Айресе, China National Concert Hall в Пекине, Teatrola Fenice в Венеции, театр La Scala в Милане, Большом зале Московской консерватории, Концертном зале имени Чайковского, Большом зале Санкт-Петербургской филармонии им. Шостаковича.
Музыкант выступал со многими всемирно известными оркестрами, среди которых Венский симфонический, English Chamber Orchestra, симфонический оркестр Санкт-Петербургской филармонии, симфонический оркестр Мариинского театра, Российский Национальный Оркестр, Camerata Salzburg, камерный оркестр «Солисты Москвы», Dresden Staatskapelle, Государственный оркестр «Новая Россия», Atlanta Symphony Orchestra, Токийский симфонический оркестр, Пекинский симфонический оркестр, Hessischer Rundfunk, Deutsche Radio Philharmonie, Миланский симфонический оркестр имени Джузеппе Верди в Милане, Filarmonica Toscanini, Гамбургский государственный филармонический оркестр, Копенгагенский филармонический оркестр и др.
Среди наиболее значительных личностей, с которыми работал музыкант, особо следует отметить Мстислава Ростроповича, который написал, что «...Сергей Крылов входит в пятерку лучших современных скрипачей мира».
Сергей Крылов также сотрудничал с такими дирижёрами, как Юрий Темирканов, Валерий Гергиев, Никола Луизотти, Владимир Ашкенази, Дмитрий Китаенко, Михаил Плетнёв, Омер М. Уэлльбер, Андрей Борейко, Ютака Садо, Золтан Кочиш, Дмитрий Лисс, Владимир Юровский и Юрий Башмет. Его партнерами в камерных концертах были многие прославленные музыканты: Ефим Бронфман, Элина Гаранча, Юрий Башмет, Денис Мацуев, Итамар Голан, Александр Князев, Бруно Канино, Миша Майский, Ростислав Кример, Золтан Кочиш, Нобуко Имаи, Александр Бузлов, Лилия Зильберштейн и многие другие. В сотрудничестве со Стингом записал DVD «Twin Spirits», посвящённый Роберту Шуману.
С 2008 года Сергей Крылов совмещает свою сольную карьеру с дирижёрской деятельностью. Является главным дирижёром Литовского камерного оркестра. Как дирижёр работал с такими оркестрами как English Chamber Orchestra, симфоническим оркестром Regionale Toscana, камерным оркестром Accademia Orchestra Mozart, симфоническим оркестром «Magna Grecia», Orchestra del Teatro Lirico di Cagliari, Новосибирским Академическим симфоническим оркестром и другими.
С 2012 года является профессором Консерватории в Лугано, Швейцария (The Universaty of Music and Arts in Lugano,Switzerland).
В 2018 году стал лауреатом Международного культурного фестиваля «Русский Рим», который проходил в Риме в Палаццо Поли.

## Награды и премии
- 1989 — Первая премия Международного конкурса скрипачей имени Р.Липицера в Гориции (Италия)
- 1993 и 1997 — Приз чилийских Критиков «Лучший зарубежный исполнитель года» (Чили)
- 1998 — Первая премия Международного конкурса скрипачей Антонио Страдивари в Кремоне (Италия)
- 2000 — Первая премия Международного конкурса скрипачей имени Ф. Крейслера в Вене (Австрия)
- 2000 — Золотая медаль «Viotti d'Oro» (Верчелли, Италия)
- 2003 — Премия за достижения в области музыкального искусства «Torrone d'Oro» (Кремона, Италия)
- 2004 — Премия за вклад в развитие музыкального искусства «Angelo dell'Anno» (Милан, Италия)
- 2005 — Серебряная скрипка «Violino d'argento» (Кремона, Италия)
- 2005 — Орден «Paul Harris Fellow» (Кремона, Италия)
- 2009 — Премия за выдающиеся успехи в области музыкальной культуры «Le Muse» (Musa Polimnia) (Флоренция, Италия)
- 2013 — Почётный гражданин года Persico Dosimo (Кремона, Италия)